# Diana Taurasi
Diana Lorena Taurasi (Glendale, Californië, 11 juni 1982) is een Amerikaanse professionele basketbalspeelster die speelde voor de Phoenix Mercury in de Women's National Basketball Association (WNBA). Ze werd als eerste gekozen door Phoenix in het WNBA-draft van 2004. Taurasi heeft de WNBA Rookie of the Year Award (2004), drie WNBA-kampioenschappen (2007, 2009 en 2014), één WNBA Most Valuable Player Award (2009), twee WNBA Finals MVP Awards (2009 en 2014), zes olympische gouden medailles (2004, 2008, 2012, 2016, 2020 en 2024), vijf top scores titels (2006, 2008, 2009, 2010 en 2011), en drie FIBA World Cups (2010, 2014 en 2018) gewonnen. Ze is ook geselecteerd voor negen WNBA All-Star-teams en tien All-WNBA-teams. In 2011 werd ze door fans verkozen tot een van de 15 beste spelers aller tijden van de WNBA. Op 18 juni 2017 werd Taurasi de topscorer aller tijden van de WNBA. In augustus 2023 werd Taurasi de eerste speler in de geschiedenis van de WNBA die 10.000 punten in haar carrière scoorde.
In februari 2025 maakte ze bekend dat ze ging stoppen met basketbal.

## Privé
In 2017 trouwde ze met oud ploeggenoot Penny Taylor. In 2018 kregen ze samen een zoon.
0 Olympia Scott · 
2 Kelly Miller · 
3 Diana Taurasi · 
5 Teana Miller · 
11 Kelly Schumacher · 
12 Belinda Snell · 
13 Penny Taylor-Gil · 
21 Jennifer Lacy · 
23 Cappie Pondexter · 
24 Jennifer Derevjanik · 
33 Kelly Mazzante · 
50 Tangela Smith · 
Coach Paul Westhead
2 Temeka Johnson · 
3 Diana Taurasi · 
11 Ketia Swanier · 
13 Penny Taylor · 
21 Brooke Smith · 
23 Cappie Pondexter · 
24 DeWanna Bonner · 
30 Nicole Ohlde · 
33 Kelly Mazzante · 
43 Le'coe Willingham · 
50 Tangela Smith · 
Coach Corey Gaines
3 Diana Taurasi · 
4 Candice Dupree · 
8 Mistie Bass · 
10 Anete Jēkabsone-Žogota · 
11 Ewelina Kobryn · 
13 Penny Taylor · 
14 Shay Murphy · 
23 Tiffany Bias · 
24 DeWanna Bonner · 
31 Erin Phillips · 
42 Brittney Griner · 
Coach Sandy Brondello
- International Standard Name Identifier: 0000 0000 5902 7962
- Library of Congress Control Number: no2009058100
- Virtual International Authority File: 86364430
- WorldCat: E39PBJh8QKfvk6yTYYgrmJc773